# A Certain Smile
A Certain Smile ist ein Song, geschrieben von Sammy Fain (Musik) und Paul Francis Webster (Text), der 1958 veröffentlicht wurde.

## Verwendung des Songs

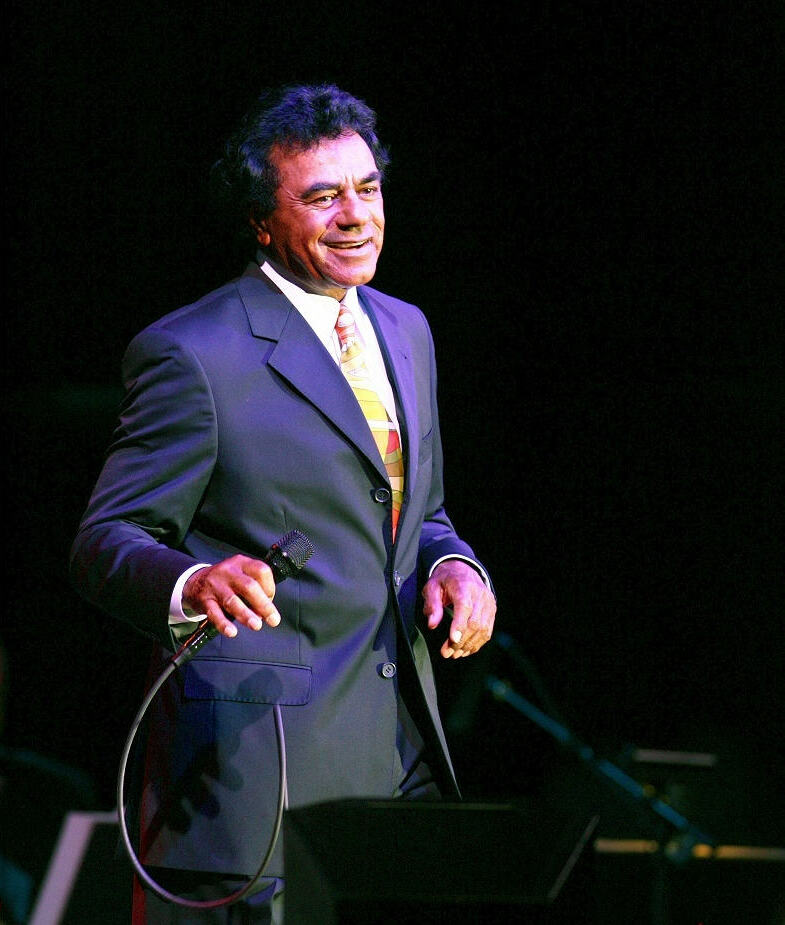
Johnny Mathis (2006)

Fain und Webster schrieben den Song für den gleichnamigen Film (1958) von Jean Negulesco, der auf der Novelle Un certain sourire (1955) von Françoise Sagan basierte. Johnny Mathis stellte in dem Film den Song als Barsänger vor. In der Hochzeit des Rock ’n’ Roll setzten Fain/Webster mit ihrem Song auf dem Typ des Sängers romantischer Balladen und sanfterer Klänge; A Certain Smile wurde in der Kategorie Bester Song für einen Oscar nominiert, den schließlich 1959 Frederick Loewe und Alan Jay Lerner für den Song Gigi erhielten.
Der Song beginnt mit den Zeilen:
But in the hush of night
Exactly like a bitter sweet refrain
Comes that certain smile
To haunt your heart again

## Erste Aufnahmen und Coverversionen
Johnny Mathis spielte den Song begleitet von Ray Ellis and His Orchestra ein; B-Seite der Columbia-Single war Let It Rain. Mathis war mit A Certain Smile in den englischen und amerikanischen Hitparaden erfolgreich. Bereits 1959 nahm Mantovani eine Easy-Listening-Version auf; ab Anfang der 1960er-Jahre wurde der Song häufig gecovert, u. a. von Sunny Gale, Tony Crombie, Astrud Gilberto/Walter Wanderley, Ruud Brink, Ted Greene und Tim Eyerman. Auch Lol Coxhill auf seinem Album The Inimitable (1985) nahm sich des Songs an. Tom Lord listet 23 Coverversionen des Titels.